# Teoría estadística de campos
En física teórica, la teoría estadística de campos (SFT) es un marco teórico que describe las transiciones de fase. No denota una sola teoría, sino que abarca muchos modelos, incluidos el magnetismo, la superconductividad, la superfluidez, transición de fase topológica, la humectación y las transiciones de fase sin equilibrio. Una SFT es cualquier modelo en mecánica estadística donde los grados de libertad comprenden un campo o campos. En otras palabras, los microestados del sistema se expresan a través de configuraciones de campo. Está estrechamente relacionado con la teoría cuántica de campos, que describe la mecánica cuántica de campos, y comparte con ella muchas técnicas, como la formulación de la integral de trayectoria y la renormalización. Si el sistema involucra polímeros, también se conoce como teoría del campo de polímeros.
De hecho, al realizar una rotación de Wick del espacio de Minkowski al espacio euclidiano, muchos resultados de la teoría estadística de campos se pueden aplicar directamente a su equivalente cuántico. Las funciones de correlación de una teoría estadística de campos se denominan funciones de Schwinger y sus propiedades se describen mediante los axiomas de Osterwalder-Schrader.
Las teorías de campos estadísticos se utilizan ampliamente para describir sistemas en la física o la biofísica de polímeros, como películas de polímeros, bloques nanoestructurados de copolímeros o polielectrolitos.

## Otras lecturas
- Itzykson, Claude; Drouffe, Jean-Michel (1991). Statistical Field Theory. Cambridge Monographs on Mathematical Physics. I, II. Cambridge University Press. ISBN 0-521-40806-7. ISBN 0-521-40805-9
- Parisi, Giorgio (1998). Statistical Field Theory. Advanced Book Classics. Perseus Books. ISBN 978-0-7382-0051-4.
- Simon, Barry (1974). The P(φ)2 Euclidean (quantum) field theory. Princeton University Press. ISBN 0-691-08144-1.
- Glimm, James; Jaffe, Arthur (1987). Quantum Physics: A Functional Integral Point of View (2nd edición). Springer. ISBN 0-387-96477-0.